# Trichosia mediterranea
Trichosia mediterranea är en tvåvingeart som beskrevs av Werner Mohrig och Ellen Kauschke 1994. Trichosia mediterranea ingår i släktet Trichosia och familjen sorgmyggor.
Artens utbredningsområde är Italien. Inga underarter finns listade i Catalogue of Life.